# Rudnóy Ferenc
Rudnóy Ferenc (eredeti neve: Ruff Ferenc) (Nagykároly, 1883. szeptember 2. – Eger, 1941. augusztus 1.) építészmérnök, miniszteri tanácsos.

## Életpályája
Tanulmányait a budapesti Műegyetem építészmérnöki karán végezte el. 1904-ben az Állami Földmérés szolgálatába állt. 1914–1918 között részt vett az I. világháborúban. 1921–1929 között az országos felsőrendű szintezés vezetője volt. 1929–1941 között az egri földmérési felügyelőség vezetője volt.
Az erdélyi háromszöghálózat fejlesztésén dolgozott. Az első világháború után az országos felsőrendű szintezés előkészítésére és megszervezésére kapott megbízást. Az önálló magyar országos felsőrendű szintezés megszervezésével kimagasló érdemeket szerzett.

## Családja
Szülei: Ruff Antal és Mangold Teréz voltak. Felesége, Mamzer Berta volt (?-1956). Két gyermekük született: Sára és Pál (1910–1967).

## Művei
- A magyar királyi háromszögelő hivatal országos szintezése (Magyar Mérnök és Építész Egylet Közlöny Havi Értesítője, Budapest, 1925).